# David Healy (psychiatre)
Cet article concerne le psychiatre. Pour le footballer nord-irlandais, voir David Healy.
David Healy est un psychiatre, professeur et historien de la psychiatrie britannique. Il est notamment connu pour ses critiques controversées du rôles de l'Industrie pharmaceutique dans la marchandisation des maladies psychiatriques et de leurs techniques de marketing pour infléchir les données. 

## Biographie
David Healy est professeur à l’université de Cardiff.
Il a été l'un de ceux qui dès 1990 ont dénoncé la diffusion irresponsable des antidépresseurs au nom de campagnes de « santé mentale » diffusées auprès des généralistes, des psychiatres, des patients et des instances internationales comme l'OMS, ou nationale comme la Société américaine de psychiatrie (APA), etc. Ses positions l'ont parfois amené à être critiqué par des confrères qui le trouvent excessif, mais elles ont contribué à développer une attitude critique, à l'instar de celles de Jean-Noël Missa, Christopher Lane, Philippe Pignarre ou anciennement Édouard Zarifian, dans la mesure où les bases épistémologiques et scientifiques de la psychiatrie sont interrogées.

## Publications
(fr)
- Le Temps des antidépresseurs, Les Empêcheurs de Penser en Rond, 2002.  (ISBN 2-84671-046-5)
- [préface : Gilles Mignot] Les Médicaments psychiatriques démystifiés, Elsevier, 2009.  (ISBN 2-8101-0116-7)

(en)
- The Psychopharmacologists Vol I (1996)  (ISBN 1-86036-008-4)
- The Antidepressant Era (1998)  (ISBN 0-674-03958-0)
- The Psychopharmacologists II (1999)  (ISBN 1-86036-010-6)
- The Psychopharmacologists III (2000)  (ISBN 0-340-76110-5)
- Psychiatric Drugs Explained (2001)  (ISBN 0-443-07018-0)
- The Creation of Psychopharmacology (2002)  (ISBN 0-674-00619-4)
- Let Them Eat Prozac: The Unhealthy Relationship Between the Pharmaceutical Industry and Depression (2004)  (ISBN 0-8147-3669-6)
- Shock Therapy: The History of Electroconvulsive Treatment in Mental Illness, with Edward Shorter. (2007)  (ISBN 0-8135-4169-7)
- Mania: A Short History of Bipolar Disorder (2008)  (ISBN 0-8018-8822-0)